# Paratrechalea saopaulo
Paratrechalea saopaulo är en spindelart som beskrevs av James E. Carico 2005. Paratrechalea saopaulo ingår i släktet Paratrechalea och familjen Trechaleidae. Inga underarter finns listade i Catalogue of Life.